# Eleições gerais no Peru em 2000
As eleições gerais foram realizadas no Peru em 9 de abril de 2000, com um segundo turno das eleições presidenciais em 28 de maio. As eleições foram altamente controversas e amplamente consideradas como sendo fraudulentas. O presidente Alberto Fujimori ganhou a eleição e um terceiro mandato.  
No entanto, as eleições foram contaminadas com alegações de inconstitucionalidade, suborno, viés estrutural e fraude eleitoral direta. Alejandro Toledo boicotou o segundo turno da eleição presidencial, em que mais de 30% dos votos foram declarados inválidos. Em última análise, Fujimori convocou novas eleições, fugiu para o Japão e enviou por fax sua carta de renúncia à presidência do país. 

## Questões constitucionais
A Constituição do Peru limitava especificamente os presidentes a dois mandatos, e Fujimori se baseou na teoria legalmente questionável de que a restrição não se aplicava a ele em 2000, porque a constituição de 1993 foi escrita depois que anulou a Constituição anterior, momento em que já estava no poder. Os órgãos eleitorais, a Oficina Nacional de Procesos Electorales (ONPE) e o Júri Nacional de Eleições (JNE), possuíam uma equipe formada na época com fujimoristas que era considerada por muitos como corrupta. Estes corpos aceitaram o argumento de Fujimori.

## Viés estrutural
Muitos observadores acreditam que estruturas governamentais foram criadas de uma maneira que deu a campanha de reeleição de Fujimori uma vantagem injusta. Por exemplo, o Departamento de Estado dos Estados Unidos observou que os generais do Exército Peruano seriam removidos de seus cargos se os protestos anti-Fujimori ocorressem em sua jurisdição, fornecendo ao exército um incentivo para reprimir os manifestantes anti-governamentais. Um telegrama da embaixada estadunidense para o Peru observou que "gigantescos slogans pró-Fujimori apareceram nas encostas dos morros dentro de algumas reservas e bases militares. Principalmente à noite, mas às vezes em plena luz do dia, tropas foram vistas de Tacna a Tumbes pintando slogans pró-Fujimori e ocultando os slogans dos candidatos da oposição. Veículos militares foram disponibilizados para os candidatos governistas para transportar suprimentos e pessoas sem nenhum custo" e que "projetos de obras públicas rotineiras" foram denunciados "por maximizar o impacto eleitoral". 

## Fraude eleitoral
As eleições também foram marcadas com acusações de verdadeiras fraudes. Durante a campanha, El Comercio quebrou a história de uma "fábrica de firmas" (fábrica de assinaturas), no qual muitas pessoas trabalharam assinando um pedido de registro de um partido político pró-Fujimori. Várias das pessoas envolvidas admitiram o seu papel neste esquema. Talvez o mais contundente, eles haviam copiado as assinaturas de eleitores das listas de registro de eleitores oficiais da ONPE, que foram fornecidas a eles. 
Pouco antes das eleições, várias pessoas, incluindo os funcionários do JNE, foram presos por seu papel no roubo de cédulas. Foram apanhados com as cédulas, muitas das quais estavam preenchidas. A pluralidade dessas cédulas foi preenchida com os votos a Fujimori e seus aliados eleitorais. 